# Nouvelles en trois lignes
Les « Nouvelles en trois lignes » sont une rubrique publiée dans le journal Le Matin entre 1903 et 1937. Cette rubrique est restée célèbre pour avoir bénéficié de la collaboration de Félix Fénéon, entre mai et novembre 1906. Elles ont depuis fait l'objet de plusieurs publications indépendantes en volumes.

## Rubrique originale duMatin
La rubrique intitulée « Nouvelles en trois lignes » était constituée de dépêches de dernière minute reçues au journal Le Matin, et qui étaient publiées sous forme de « brèves » dans les pages intérieures du quotidien. Ces « nouvelles » étaient divisées en sous-sections en fonction de leur provenance géographique (banlieue parisienne, départements, étranger), et portaient tant sur les faits divers que sur les flux de marchés financiers ou sur le commerce maritime. Le quotidien pouvait ainsi se vanter d'être le seul journal français de l'époque à pouvoir faire bénéficier ses lecteurs des dépêches reçues par fils spéciaux du monde entier.
Les « Nouvelles en trois lignes » se présentaient sous la forme d'une information rédigée de la manière la plus condensée possible, entre cent et cent trente-cinq signes typographiques, comme dans les exemples suivants extraits de l'édition du 30 juillet 1906 :

« Banlieue : M. Dupuis, miroitier à Paris, et M. Marchand ont été blessés, à Versailles, dans un accident d'auto. Le chauffeur Girard a été arrêté. »

« Départements : Le radicalisme gagne un siège au conseil général du Rhône, grâce à l'élection de M. Bernard par le canton de Villefranche. »

## Subversion de Fénéon

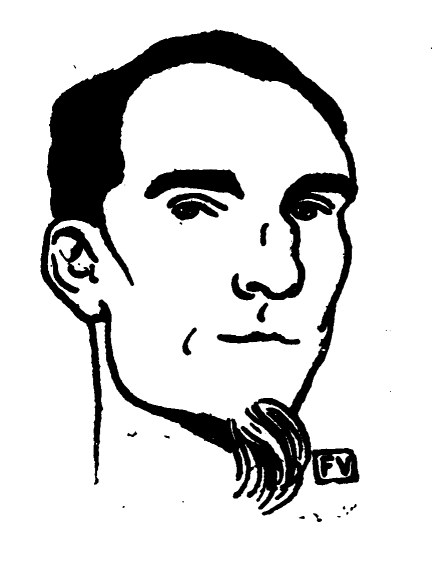
Portrait de Félix Fénéon par Félix Vallotton (1898).

C'est dans ce cadre qu'à partir de mai 1906, entre deux dépêches anodines, les lecteurs du Matin pouvaient en découvrir d'autres, également authentiques, rédigées dans le style des exemples qui suivent :

« Madame Fournier, M. Voisin, M. Septeuil se sont pendus : neurasthénie, cancer, chômage. »

« Le feu, 126, boulevard Voltaire. Un caporal fut blessé. Deux lieutenants reçurent sur la tête, l’un une poutre, l’autre un pompier. »

Ces nouvelles anonymes, dont le caractère insolite de la présentation ne fut semble-t-il pas toujours perçu par le lectorat du Matin, étaient l'œuvre du critique d'art Félix Fénéon, qui s'était rendu célèbre douze ans plus tôt, alors que, accusé de complicité dans un attentat attribué aux anarchistes, il avait ridiculisé le tribunal par l'ironie cinglante de ses réparties. Loin de se contenter de rapporter des faits divers de la façon la plus ramassée possible, Fénéon imagina pour les « nouvelles en trois lignes » qu'il rédigea, de mettre à leur service toutes les ressources de la rhétorique, d'en peaufiner le rythme et la prosodie afin de les transformer selon certains en autant de haïkus modernes. L'esprit de ces « brèves » n'a toutefois pas de rapport avec celui du haïku.
Dans les fragments de Fénéon, le contenu référentiel — malgré une prédilection marquée, sinon jubilatoire, pour les faits divers sanglants ou cruels —, devient secondaire par rapport aux virtuosités stylistiques, « l'ordre de l'action se soumet à celui de la syntaxe » :

« Rattrapé par un tramway qui venait de le lancer à dix mètres, l'herboriste Jean Désille, de Vannes, a été coupé en deux. »

Parfois, le drame porte en lui-même sa charge burlesque, et le travail de l'écrivain consiste à transformer l'ironie du sort en figure de style, comme dans ce malheureux accident :

« Le professeur de natation Renard, dont les élèves tritonnaient en Marne, à Charenton, s'est mis à l'eau lui-même : il s'est noyé. »

Dans ce fragment, l'effet comique produit par la « chute » est préparé par une mise en forme soignée, constituée de « la récurrence de syntagmes de quatre syllabes[Lesquels ?] qui se combinent en trois décasyllabes » :

« Le professeur de natation Renard,

dont les élèves tritonnaient en Marne,

à Charenton, s'est mis à l'eau lui-même :

il s'est noyé. »

Comme on le voit par ces exemples, les « nouvelles » de Fénéon se caractérisent souvent par leur férocité et leur cynisme ; le style elliptique, apparemment imperturbable et factuel, qui est à la base de l'« esthétisme décadent » de l'auteur, ne fait que les exacerber ironiquement. Parfois, c'est plutôt le côté dérisoire de l'information qui est ainsi mis en avant :

« Un enfant seul (trois ans, complet bleu) a été trouvé tout en larmes, hier soir, place de la Bastille. »

La juxtaposition de toutes les nouvelles en trois lignes de Fénéon, qui paraissaient originellement au milieu d'autres de forme plus anodines, a conduit le critique d'art Jean-Yves Jouannais à les rapprocher de ce qui en apparence en constitue l'exacte antithèse : chacun de ces poèmes en trois lignes, qui sont « autant de romans elliptiques », mis bout à bout, formeraient « une Comédie humaine condensée en un point d'antimatière où s'abîment sans espoir de réflexion les masses critiques du bovarysme, du burlesque des idées reçues, du sordide des passages à l'acte ».
Daniel Grojnowski, qui a étudié la structure de ces fragments dans le cadre de son étude sur « l'esprit fumiste » fin de siècle, fait de Fénéon à la fois le premier « poéticien de la nouvelle presse », et le « déniaiseur » de celle-ci.
Déjà en 1914, Guillaume Apollinaire voyait en l'auteur des Nouvelles en trois lignes celui qui, avant les futuristes, avait inventé les « mots en liberté ».

## Publication en volumes
Hormis une plaquette de 43 pages, Les Impressionnistes en 1886, tirée à 227 exemplaires et extraite de la revue La Vogue, Félix Fénéon n'a publié aucun ouvrage de son vivant. Les Nouvelles en trois lignes ne dérogent pas à la règle, et ce n'est qu'en 1948 que fut publiée chez Gallimard une édition (établie par Jean Paulhan) des Œuvres de Félix Fénéon, contenant notamment les chroniques du Matin. Celles-ci avaient été retrouvées sur un cahier appartenant à Fénéon et dans lequel il avait collé, découpées après leur parution dans le quotidien, celles qu'il avait écrites. 1 210 Nouvelles sont ainsi retenues. Il demeure néanmoins une incertitude quant à d'autres Nouvelles dont Fénéon pourrait aussi être l'auteur.
Les Nouvelles en trois lignes ont ensuite été republiées plusieurs fois en volumes indépendants, parfois agrémentées d'illustrations, dont celles réalisées en 1975 par Roland Topor.

## Postérité
Le style des Nouvelles en trois lignes est réactivé par le genre des micronouvelles qui émerge dans les années 2000 à la faveur de réseaux de microblog comme Twitter,.

#### Éditions des œuvres complètes de Fénéon, contenant lesNouvelles en trois lignes
- Jean Paulhan (dir.), Œuvres, Paris, Gallimard, 1948, 479 p. (BNF 32099518).
- Joan U. Halperin (dir.), Œuvres plus que complètes, Genève, Droz, coll. « Histoire des idées et critique littéraire » (no 107), 1970, 1087 p., 2 vol.  (BNF 37365788).

#### Éditions desNouvelles en trois lignesen volumes indépendants
- Patrick Wald Lasowski (dir.) et Roman Wald Lasowski (dir.) (ill. Félix Vallotton), Nouvelles en trois lignes, Paris, Macula, coll. « Macula littérature », 1990 (réimpr. 2002, 2014), 180 p. (ISBN 2-86589-028-7).
- Régine Detambel (dir.), Nouvelles en trois lignes, Paris, Mercure de France, coll. « Le petit Mercure », 1997–1998, 59 et 91 p., 2 vol.  (ISBN 2-7152-2055-3 et 2-7152-2118-5) ; 2e  éd. 2015, 121 p.  (ISBN 978-2-7152-4222-7).
- Hélène Védrine (dir.), Nouvelles en trois lignes et autres textes courts, Paris, Librairie générale française, coll. « Le Livre de poche / Biblio » (no 3298), 1998, 251 p. (ISBN 2-253-93298-1).